# 広島県道269号今井田緑井線
広島県道269号今井田緑井線（ひろしまけんどう269ごう いまいだみどりいせん）は、広島県広島市安佐北区から広島市安佐南区に至る一般県道である。

## 概要
広島市安佐北区可部町大字今井田から広島市安佐南区緑井1丁目に至る。

### 路線データ
- 起点：広島市安佐北区可部町大字今井田（広島県道267号宇津可部線交点）
- 終点：広島市安佐南区緑井1丁目（広島インター（北）交差点、国道54号交点）
- 総延長：約8.8 km

## 歴史
- 1996年（平成8年） - 路線認定。

## 路線状況

### 道路施設

#### 橋梁
- 安佐北大橋（太田川、広島市安佐北区）
- 鯛之迫ループ橋（広島市安佐南区）

## 地理

### 通過する自治体
- 広島市（安佐北区 - 安佐南区）

### 交差する道路
| 交差する道路                                          | 市町村名 | 市町村名 | 交差する場所     | 交差する場所                    |
| ----------------------------------------------------- | -------- | -------- | ---------------- | ------------------------------- |
| 広島県道267号宇津可部線                               | 広島市   | 安佐北区 | 可部町大字今井田 | 起点                            |
| 広島県道177号下佐東線                                 | 広島市   | 安佐北区 | 安佐町大字筒瀬   | 安佐北大橋西詰交差点            |
| 広島県道270号八木緑井線                               | 広島市   | 安佐南区 | 緑井1丁目        | 緑井駅入口（南）交差点          |
| 国道54号 国道183号 重複 国道191号 重複 国道261号 重複 | 広島市   | 安佐南区 | 緑井1丁目        | 広島インター（北）交差点 / 終点 |

### 交差する鉄道
- 可部線

### 沿線
- 広島中央ゴルフクラブ
- 広島県立安古市高等学校
- 広島市立安佐中学校
- 広島高速交通広島新交通1号線 毘沙門台駅
- JR西日本可部線 緑井駅
- フジグラン緑井
- E2 山陽自動車道 29 広島IC（終点付近）